# Alpes y Prealpes de Provenza
Los Alpes y Prealpes de Provenza (en francés, Alpes et Préalpes de Provence) son una sección del gran sector Alpes del sudoeste, según la clasificación SOIUSA. Su pico más alto es Tête de l'Estrop, con 2.961 m s. n. m.

## Ubicación
Se encuentran en los departamentos franceses de los Alpes de Alta Provenza, de Vaucluse y de los Alpes Marítimos.
Limitan al norte con los Prealpes del Delfinado y los Alpes del Delfinado; al noreste con los Alpes Cocios; al este con los Alpes Marítimos y los Prealpes de Niza; al sur con las colinas de la Baja Provenza y al oeste con la llanura del Ródano.
Desde el punto de vista orográfico, la sección alpina no se encuentra colocada a lo largo de la cadena principal alpina sino, entre subsecciones, los Alpes de Provenza, los Prealpes de Digne y los Prealpes de Grasse se encuentran separados de los Alpes Marítimos y Prealpes de Niza por el Colle d'Allos mientras que los Prealpes de Vaucluse se separan de los Prealpes del Delfinado por el Colle di Macuègne.

## Clasificación
La SOIUSA ha reorganizado completamente esta sección alpina respecto a la Partición de los Alpes del año 1926. La Partición hablaba de dos secciones, Alpes de Provenza y Prealpes de Provenza.
La SOIUSA ha excluido la parte más meridional de los Prealpes (llamada Macizos de Baja Provenza) del sistema alpino porque no forma parte de él según los más modernos estudios. Ha unificado las partes restantes de las dos secciones. Finalmente, ha trasladado de los Prealpes del Delfinado la subsección de los Prealpes de Vaucluse.
La clasificación de la SOIUSA queda de la siguiente manera:
- Gran parte = Alpes occidentales
- Gran sector = Alpes del sudoeste
- Sezione = Alpes y Prealpes de Provenza
- Codice = I/A-3

## Subdivisión

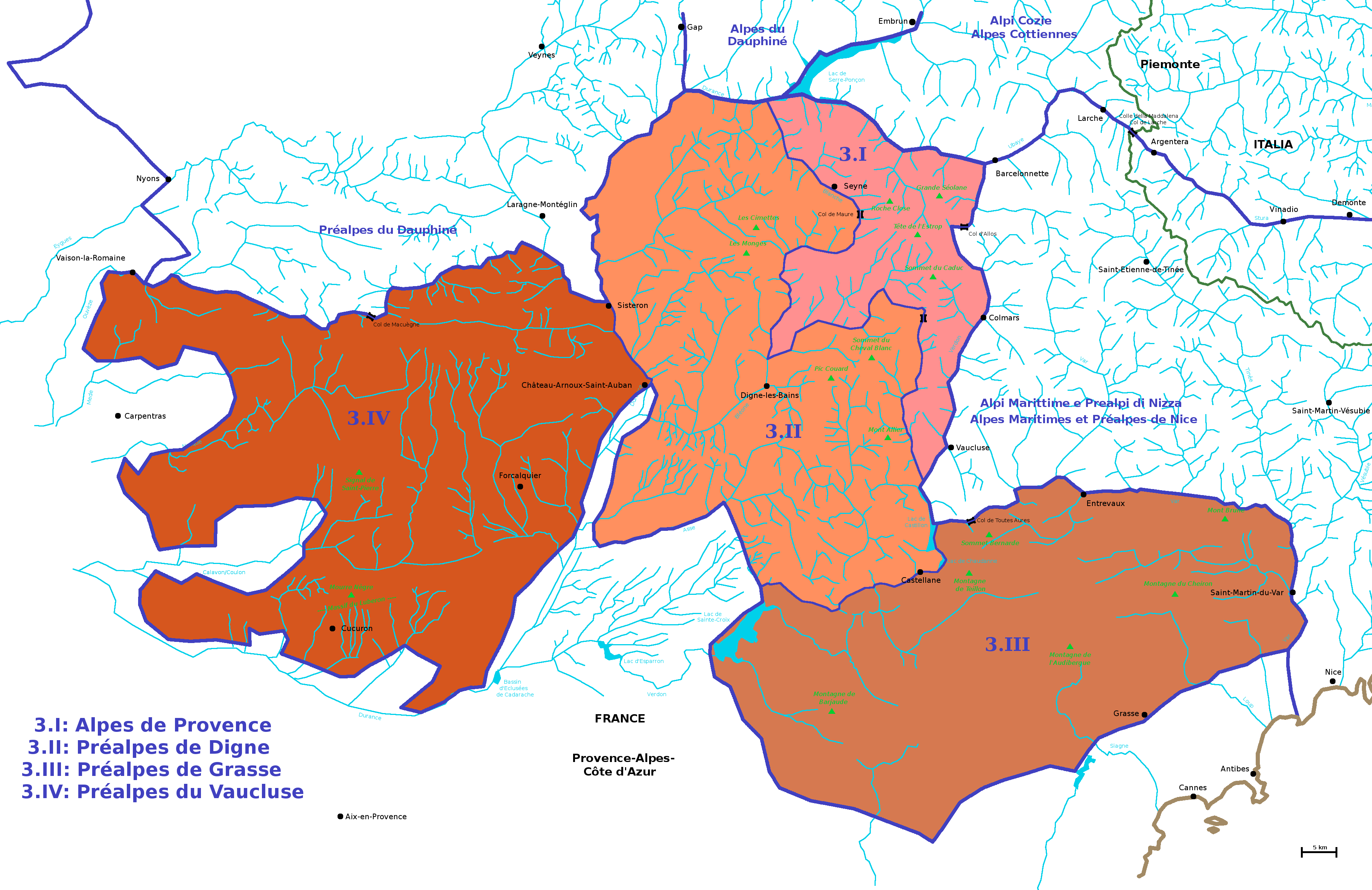
Mapa esquemático de los Alpes y Prealpes de Provenza según la SOIUSA. Se diferencian cuatro subsecciones: 3.I Alpes de Provenza, 3.II Prealpes de Digne, 3.III Prealpes de Grasse, 3.IV Prealpes de Vaucluse.

La sección alpina se subdivide en cuatro subsecciones (indicadas con números romanos) y otro supergrupos:
- 3.I: Alpes de Provenza
  - Cadena Séolane-Estrop-Caduc-Blanche
- 3.II: Prealpes de Digne
  - Cadena Cheval Blanc-Couard-Allier
  - Cadena Monges-Cimettes
- 3.III: Prealpes de Grasse
  - Cadena Bernarde-Monte Brune-Teillon
  - Cadena Cheiron-Audibergue
  - Cadena Malay-Barjaude
- 3.IV: Prealpes de Vaucluse
  - Montes de Vaucluse y de Lura
  - Macizo del Luberon

Las tres subsecciones: Prealpes de Digne, Prealpes de Grasse y Prealpes de Vaucluse también son conocidas en conjunto como los Prealpes de Provenza.